# Élections législatives partielles de 1896 dans la 1re circonscription de Dunkerque
Les élections législatives françaises partielles de 1896 dans la 1re circonscription de Dunkerque se déroulent le 13 décembre 1896.

## Circonscription
La 1re circonscription de Dunkerque était composée en 1896 des cantons de Dunkerque-Est, Dunkerque-Ouest et Gravelines.

## Contexte
À la suite du décès du Général Henri Jung le 3 octobre 1896, de nouvelles élections législatives sont organisées dans la circonscription dunkerquoise. Florent Guillain Conseiller général du Canton de Dunkerque-Est (Républicains progressistes) se présente face à Octave Poulet (POF).

## Résultats
- Député sortant : Henri Iung (Républicains progressistes)

| Candidat         | Candidat         | Parti                      | Premier tour | Premier tour | Second tour | Second tour |
| Candidat         | Candidat         | Parti                      | Voix         | %            | Voix        | %           |
| ---------------- | ---------------- | -------------------------- | ------------ | ------------ | ----------- | ----------- |
|                  | Florent Guillain | Républicains progressistes | 8 298        |              |             |             |
|                  | Octave Poulet    | POF                        | 3 597        |              |             |             |
|                  |                  |                            |              |              |             |             |
| Inscrits         | Inscrits         | Inscrits                   |              | 100,00       |             | 100,00      |
| Votants          |                  |                            |              |              |             |             |
| Blancs et nuls   |                  |                            |              |              |             |             |
| * député sortant |                  |                            |              |              |             |             |